# Čmelín

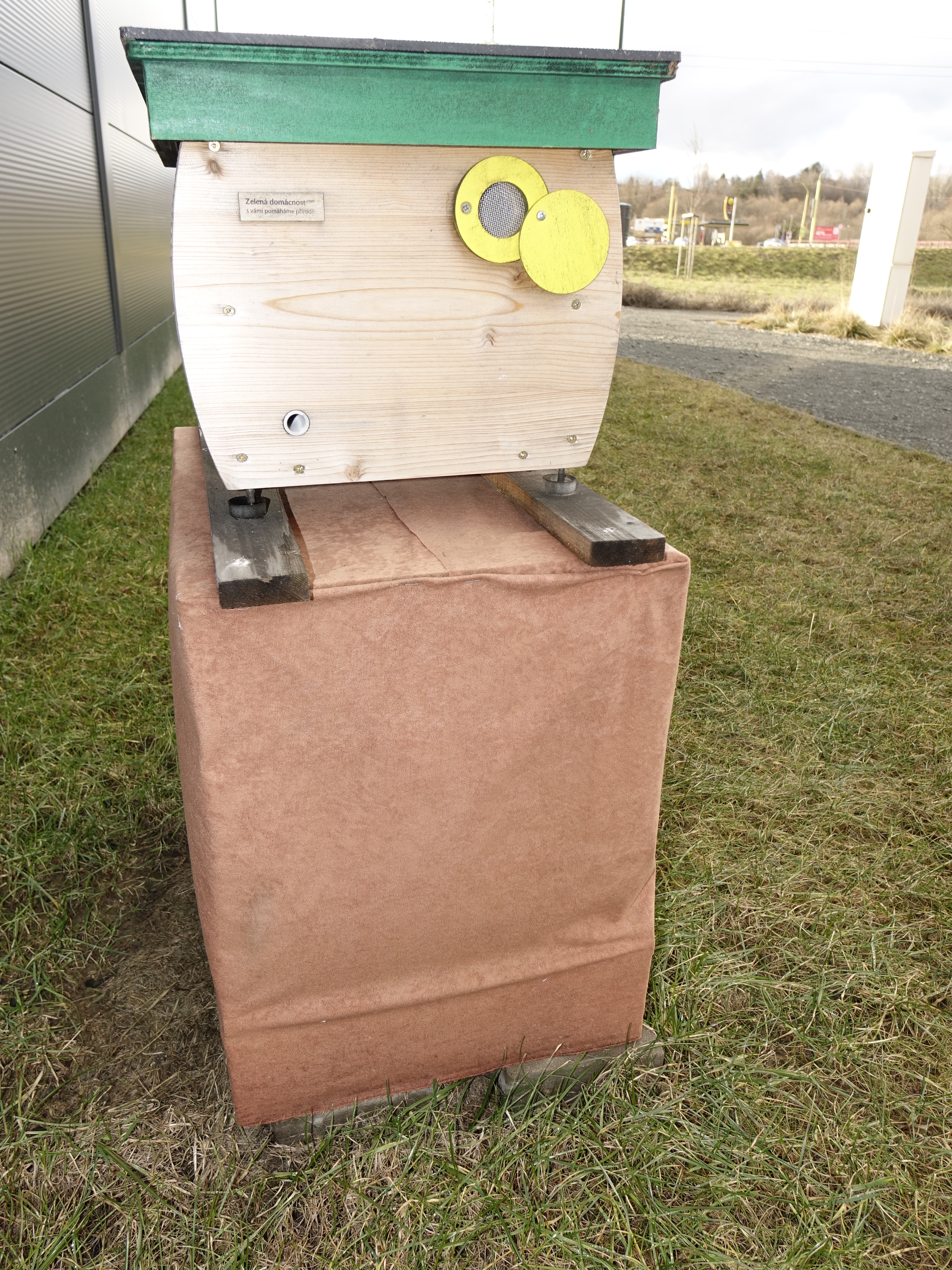
Čmelín v OC Eperia Prešov

Čmelín je úl určený pro čmeláky. Používá se ke zvýšení jejich populace v přírodě, k podpoře opylování v zahradách a zemědělství nebo pro vzdělávací účely. Čmelíny mohou být uměle vyrobené nebo přírodní, přičemž napodobují přirozené hnízdní podmínky čmeláků.

## Konstrukce a umístění
Čmelíny se obvykle vyrábějí ze dřeva, keramiky nebo plastu a jsou navrženy tak, aby chránily čmeláky před nepříznivým počasím a predátory. Důležité prvky čmelínu:
- Vstupní otvor – často opatřen zábranou proti predátorům – ochrannou klapkou.
- Izolace – udržuje stabilní teplotu uvnitř hnízda.
- Ventilace – zajišťuje optimální vlhkost a přívod vzduchu a zároveň zabraňuje vstupu predátorů.
- Materiál pro hnízdění – například surová bavlna, stříhané a prané ovčí rouno, jutový filc.

Čmelíny se umisťují na klidná a stinná místa.

## Význam a využití
Čmelíny mají význam v ochraně biodiverzity, protože čmeláci patří mezi důležité opylovače rostlin. S jejich pomocí lze podpořit místní populace čmeláků, zejména v oblastech s nedostatkem přirozených hnízdních míst.
Jsou využívány jak v zahradách a sadech, tak i ve vědeckém výzkumu a ve školách pro vzdělávací účely.
V posledních desetiletích jejich popularita roste kvůli úbytku přirozených hnízdišť a poklesu populací čmeláků.